# Rumex sorkhabadensis
Rumex sorkhabadensis är en slideväxtart som beskrevs av Karl Heinz Rechinger. Rumex sorkhabadensis ingår i släktet skräppor, och familjen slideväxter. Inga underarter finns listade i Catalogue of Life.